# Bufotes turanensis
Bufotes turanensis — вид земноводних родини ропухових (Bufonidae). Один із 15 видів роду. Поширений переважно в Центральній Азії. Отруйна амфібія.

## Етимологія
Назва на інших мовах: Turan Toad (англ., дослівно «туранська жаба»).

## Опис
Загальна довжина сягає 8,8 см. Доволі схожа на зелену ропуху. Паротиди округло-бобоподібної форми. Присутня складка на передплюсні. Поєднані горбки одинарні (як виняток, подвоєні). Шкіра зверху гостро- або округло-горбкувата. Самці відрізняються від самиць невеликою барабанною перетинкою, меншим п'ятковим горбом і довшим пальцем задньої кінцівки, а також наявністю горлового резонатора.
Забарвлення спини світло-оливкове із зеленкуватим відтінком. Малюнок мінливий: плями на спині розміром приблизно з діаметр ока, ізольовані одна від одної. У самців їх може не бути. Іноді посередині спини виражена смуга. На гомілках по три плями—смуги, на передпліччі — три, рідше одна-дві. Черево найчастіше без плям, зрідка з декількома дрібними цятками.

## Поширення
Поширений в Південно-Західному Таджикистані, Північному Афганістані, Південному Туркменістані, Північно-Західному Ірані та Узбекистані.

## Спосіб життя
Полюбляє рівнинні місцини, часто трапляється серед пісків. У воду заходить лише під час шлюбного періоду. Активна у присмерку. Харчується переважно комахами та їх личинками, іноді членистоногими.
Статева зрілість настає в 3—4 роки. Шлюбний крик цієї ропухи має доволі низьку тональність. Парування та ікрометання відбувається у воді. Самиця відкладає до 3 тисяч ікринок. Пуголовки з'являються через 30—40 діб.